# Kolagenáza

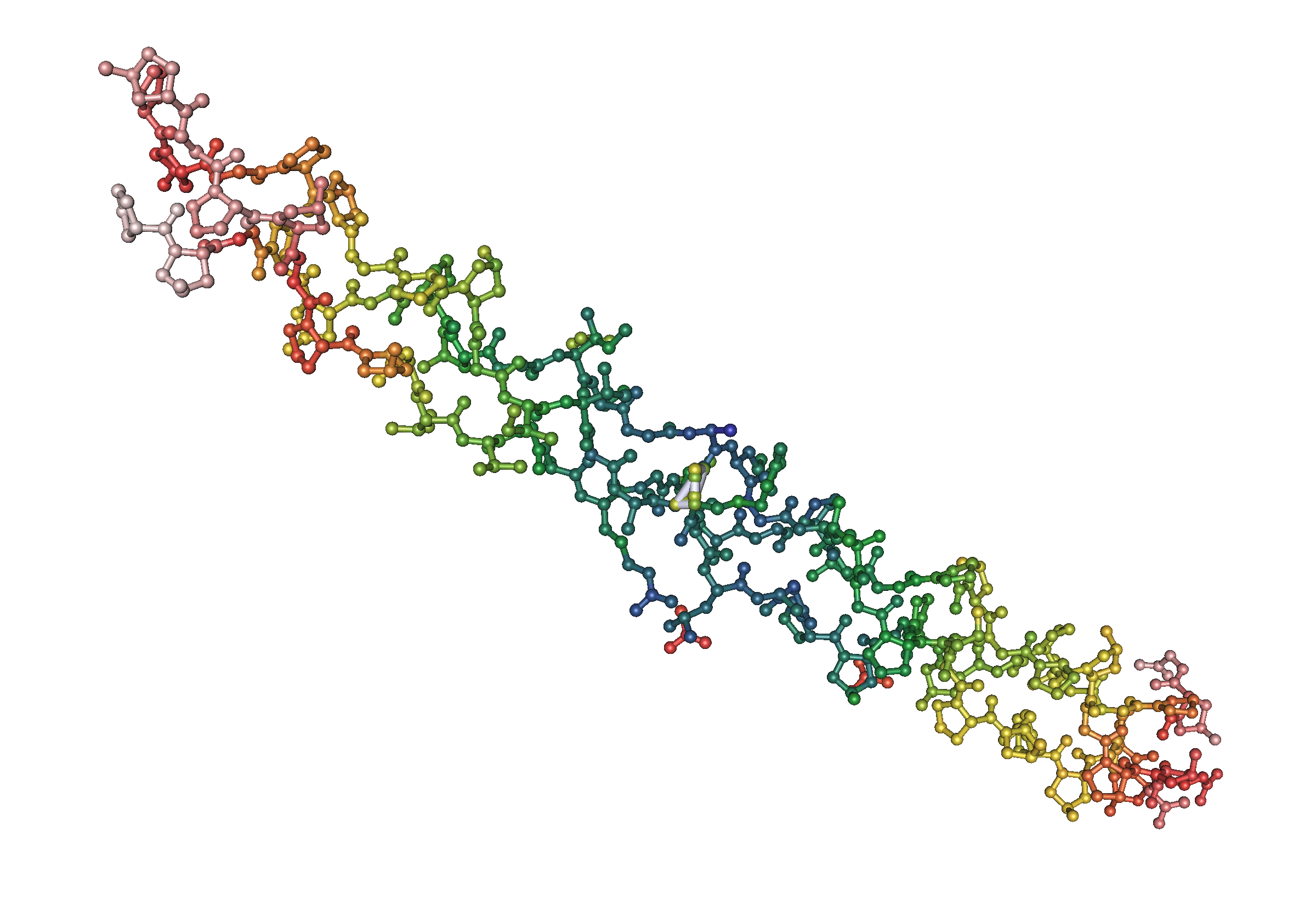
Část řetězce kolagenu

Kolagenáza je proteáza schopná rozkládat bíkovinu kolagen (základní složku mezibuněčné hmoty např. ve vazivu).
Kolagenázy se běžně používají ve výzkumu, a to zejména v případě, kdy je potřeba rozrušit mezibuněčnou hmotu a uvolnit z ní buňky. V tomto ohledu se osvědčila clostridiopeptidáza A izolovaná z bakterie Clostridium histolyticum (název této bakterie, histolyticum, odráží právě její schopnost rozkládat tkáně). K známým skupinám kolagenáz patří tzv. matrix metaloproteinázy a kathepsiny.
Enzym kolagenáza se používá nejen pro vědecké účely, ale našel své místo při léčení lidí i zvířat, zvláště pokud jde o léčení onemocnění kůže. Ve spojení s některými nespecifikými proteinázami urychluje hojení rány odstraňováním odumřelé tkáně a v důsledku toho zlepšuje epitelizaci. Kolagenáza se používá v případech transplantace tkáně a pro dezintegraci tkáně. Používá se při léčbě spálenin (poleptání) různých stupňů, proleženin, kožních vředů, strupů, atd. Epitelizace a vyléčení kůže pomocí kolagenázy je kromě toho více účinné a rychlé, také zabraňuje tvoření koloidů (zbytnělých jizev nádorovitého vzhledu) a hypertrofickému růstu jako výsledek utvoření rozpadlého kolagenu za působení kolagenázy.
Pro syntetizování kolagenázy jsou známy rozmanité druhy mikroorganizmů, kultivovaných za definovaných podmínek. Bylo zjištěno, že mezi všemi organizmy, které dokáží syntetizovat kolagenázu, je nejlepším jejím producentem bakterie Clostridium histolyticum. 

Pro extrakci kolagenázy z různých zdrojů (jak bakteriálních, tak jiných) bylo doposud popsáno větší množství postupů využívajících nejrůznější pufrační systémy a většinou zahrnující precipitaci k izolaci funkčního proteinu. Tyto postupy jsou však prováděny ve fyziologickém pH 7,4‐7,6, které není optimální pro produkcí bakteriální kolagenázy a za nízké teploty, která je nejvhodnější.
Kolagenázy se vyrábějí z bakteriálního kmene Cl. histolyticum, která je produkuje přirozeně do svého okolí zároveň s mnoha dalšími enzymy se schopností natrávit živočišné tkáně. Výsledkem průmyslového čištění je vysoké obohacení výsledného produktu kolagenázou. Zbytková příměs dalších proteolytických enzymů, která je souhrnně charakterizována jako trypsinu podobná aktivita (Trypsin-Like Activity, TLA) je odlišná u jednotlivých produktů, může být funkčně významná a může kolísat mezi šaržemi. Kolagenázová aktivita je uváděna ve Wunschových jednotkách, které stanoví specifickou kolagenázovou proteolytickou aktivitu pomocí oligopeptidového substrátu se sekvencí podobnou kolagenu, avšak s velmi krátkým řetězcem. Měří schopnost kolagenázy štěpit kolagenu podobnou sekvenci, avšak bez ohledu na její schopnost navázat se na plnohodnotný kolagen a pak jej štěpit. Schopnost vazby na kolagen je při izolaci ostrůvků nutná. Proto byla pro stanovení aktivity kolagenázy vyvinuta další metoda, která využívá celé molekuly kolagenu jako substrátu. Takto stanovená aktivita (Total collagen degrading activity) zahrnuje jak specifickou proteolytickou aktivitu, tak vazbu na kolagen. V průběhu výroby dochází k částečné degradaci kolagenázy. Jedná se především o rozdělení podjednotky s enzymatickou aktivitou od podjednotky vážící kolagen. Tuto degradaci Wunschovy jednotky nemohou postihnout a v případě degradace udávají falešně vyšší aktivitu. Proto byla vyvinuta metoda pro testování integrity obou kolagenáz C1 a C2, která je založená na principu HPLC a přítomnost štěpených produktů kvantifikuje.